# 오세아스
오세아스 (1971년 5월 14일 ~ )는 브라질의 축구 선수이다.

## 통계
| 브라질 | 브라질 | 브라질 |
| 연도   | 출전   | 골     |
| ------ | ------ | ------ |
| 1996   | 2      | 0      |
| 합계   | 2      | 0      |